# ホバート準男爵
ホバート準男爵（英語: Hobart baronets）は、イギリスの準男爵位。過去に2度創設されており、第1期はイングランド準男爵位、第2期は連合王国準男爵位としての叙爵であり、後者が現存する。 

## イントウッドのホバート準男爵（1611年）

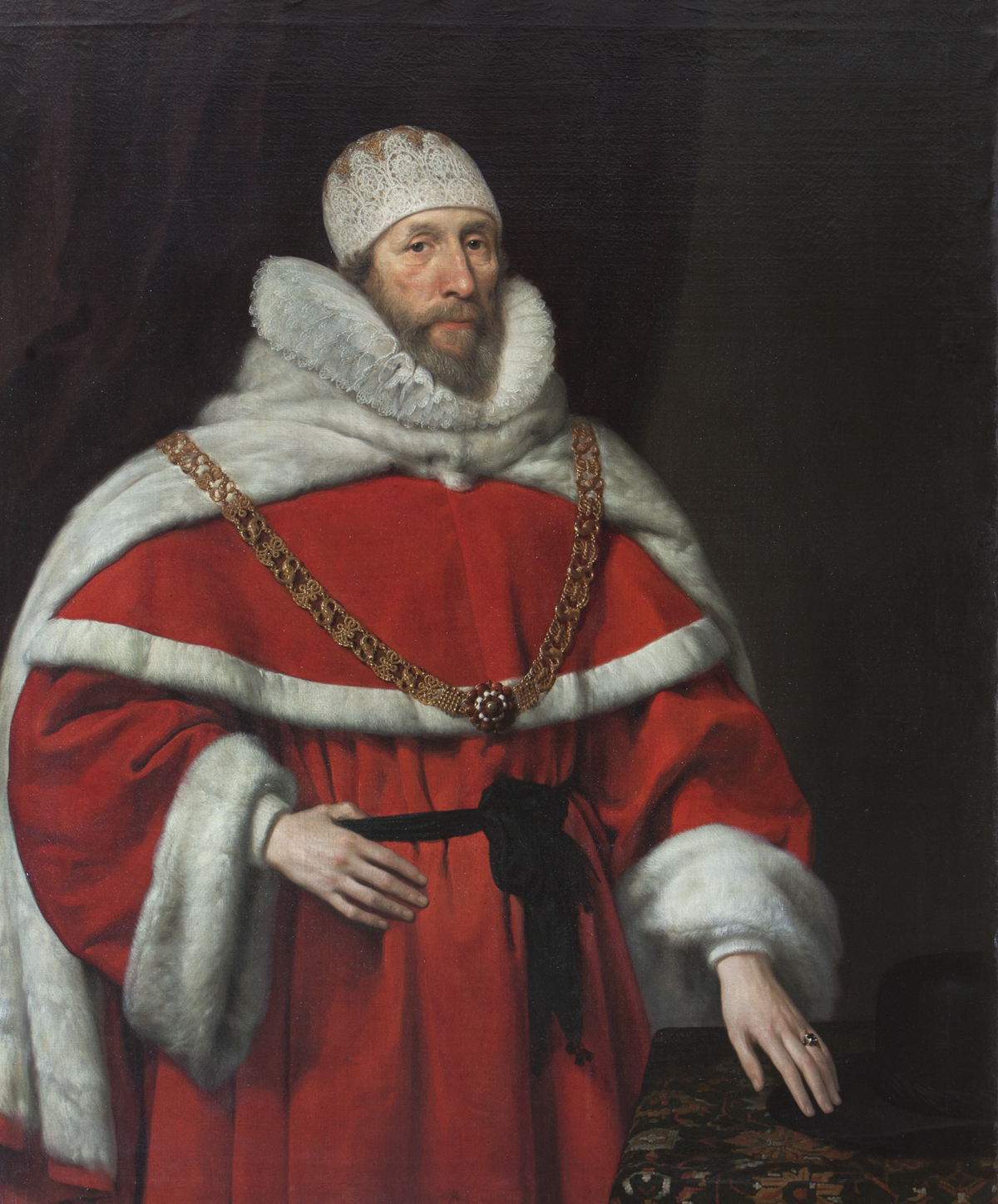
初代イントウッドの準男爵サー・ジョン・ホバート
バッキンガムシャー伯爵家の祖にあたる。

(ノーフォーク州イントウッドの)準男爵(Baronet, of Intwood in the County of Norfolk)は、民事訴訟裁判所長官を務めたサー・ヘンリー・ホバート(1560?-1625)が1611年にイングランド準男爵位として叙されたことに始まる。
2代準男爵ジョン(1593–1647)と3代準男爵ジョン(1628–1683)はともに、ノーフォーク選挙区選出の長期議会議員及び第一・第二議会議員を務めている。
4代準男爵ヘンリー(1657–1698)はホイッグ党の政治家であったほか、ボイン川の戦いではウィリアム3世の元で奮戦している。
その後、5代準男爵ジョン(1695-1756)が1746年にバッキンガムシャー伯爵に叙されて以降、準男爵位は伯爵位の従属爵位となっている。
- 初代準男爵サー・ヘンリー・ホバート（英語版）  (1560?-1625)
- 第2代準男爵サー・ジョン・ホバート（英語版） (1593–1647)
- 第3代準男爵サー・ジョン・ホバート（英語版） (1628–1683)
- 第4代準男爵サー・ヘンリー・ホバート（英語版） (1657–1698)
- 第5代準男爵サー・ジョン・ホバート(1695–1756) (1746年にバッキンガムシャー伯爵位叙爵)
  - 以降の歴代当主は、バッキンガムシャー伯爵を参照。

## ラングダウンのホバート準男爵（1914年）
(サウサンプトン州ラングダウンの)準男爵(Baronet, of Langdown in the County of Southampton)は、サー・ロバート・ヘンリー・ホバート(1836-1928)が1914年に連合王国準男爵として叙位されたことを発端とする。
初代準男爵は第3代バッキンガムシャー伯爵ジョージ・ホバートの子孫にあたるため、本準男爵家の歴代当主は、バッキンガムシャー伯爵位及び(イントウッドの)準男爵位の潜在的な継承権者である。
- 初代準男爵サー・ロバート・ヘンリー・ホバート（英語版） （1836-1928）
- 第2代準男爵サー・クロード・ヴィア・キャベンディッシュ・ホバート（1870–1949）
- 第3代準男爵サー・ロバート・ハムデン・ホバート （1915 – 1988）
- 第4代準男爵サー・ジョン・ヴィア・ホバート（1945-）